# Parco nazionale Namaqua
Il parco nazionale Namaqua (Namaqua National Park in inglese) è un parco nazionale del Sudafrica.
Situato nella Provincia del Capo Settentrionale, circa 495 km a nord di Città del Capo e 22 km a nordovest di Kamieskroon, il parco è parte del Namaqualand, un'area semidesertica che ricade all'interno dell'ecoregione del Karoo succulento. La regione è un hotspot di biodiversità che ospita la maggiore concentrazione di piante succulente del mondo.
La principale attrazione del parco è rappresentata dalla spettacolare fioritura primaverile che trasforma il paesaggio arido in una distesa multicolore.

## Territorio
Il nucleo originario del parco è costituito dalla Skilpad Wildflower Reserve, una riserva floristica creata dal WWF sudafricano nel 1998. Nel 1999 la South Africa National Parks ha preso in gestione l'area, che è stata nel tempo ampliata sino a raggiungere l'attuale superficie di quasi 1400 km2.
Il clima del parco è semidesertico, con estati torride e secche e inverni freddi con scarse piogge, concentrate tra maggio e agosto, più abbondanti nelle aree costiere.

## Flora
Il Karoo succulento è un hotspot di biodiversità con la maggiore concentrazione di piante succulente del mondo.
Sono state censite oltre 6.000 specie di piante, il 40% delle quali sono endemismi della regione; il 17% di esse risulta minacciata secondo i criteri della International Union for Conservation of Nature.

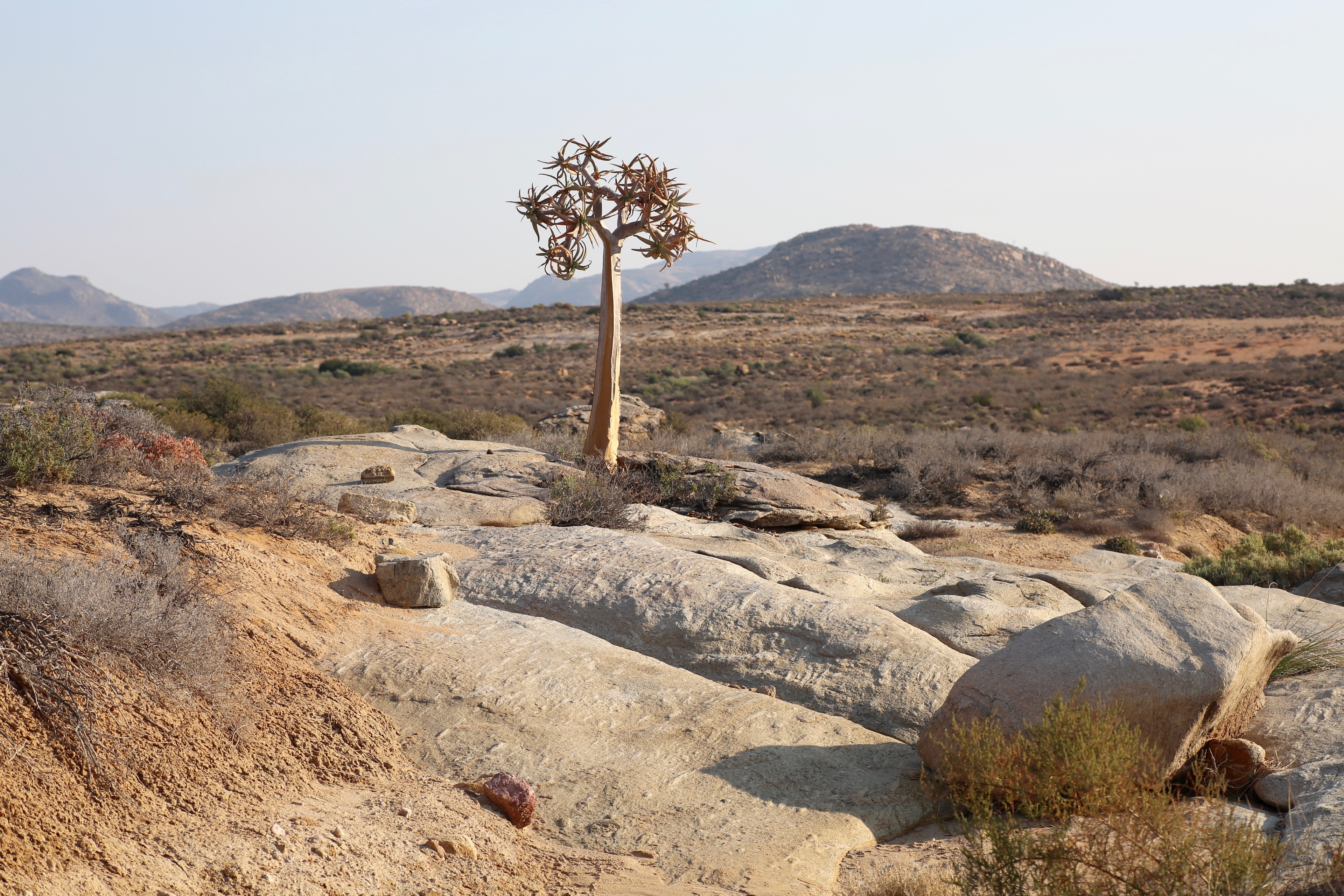
Aloidendron dichotomum

Per la maggior parte dell'anno, l'unica flora presente nell'arido paesaggio di Namaqualand è costituita da arbusti resistenti alla siccità e da specie arboree come Aloidendron dichotomum in grado di immagazzinare riserve d'acqua nel loro tronco.. In agosto e settembre, dopo le piogge invernali, i fiori di campo fioriscono in modo spettacolare ricoprendo aree di centinaia di chilometri quadrati. Le famiglie maggiormente rappresentate sono Aizoaceae, Iridaceae, Liliaceae e Crassulaceae.
Le foglie succulente di molte specie grasse trattengono l'umidità e molte di esse crescono basse al suolo e hanno un aspetto simile a una pietra (p.es. Conophytum spp., Lithops spp.).

### Alcune specie presenti

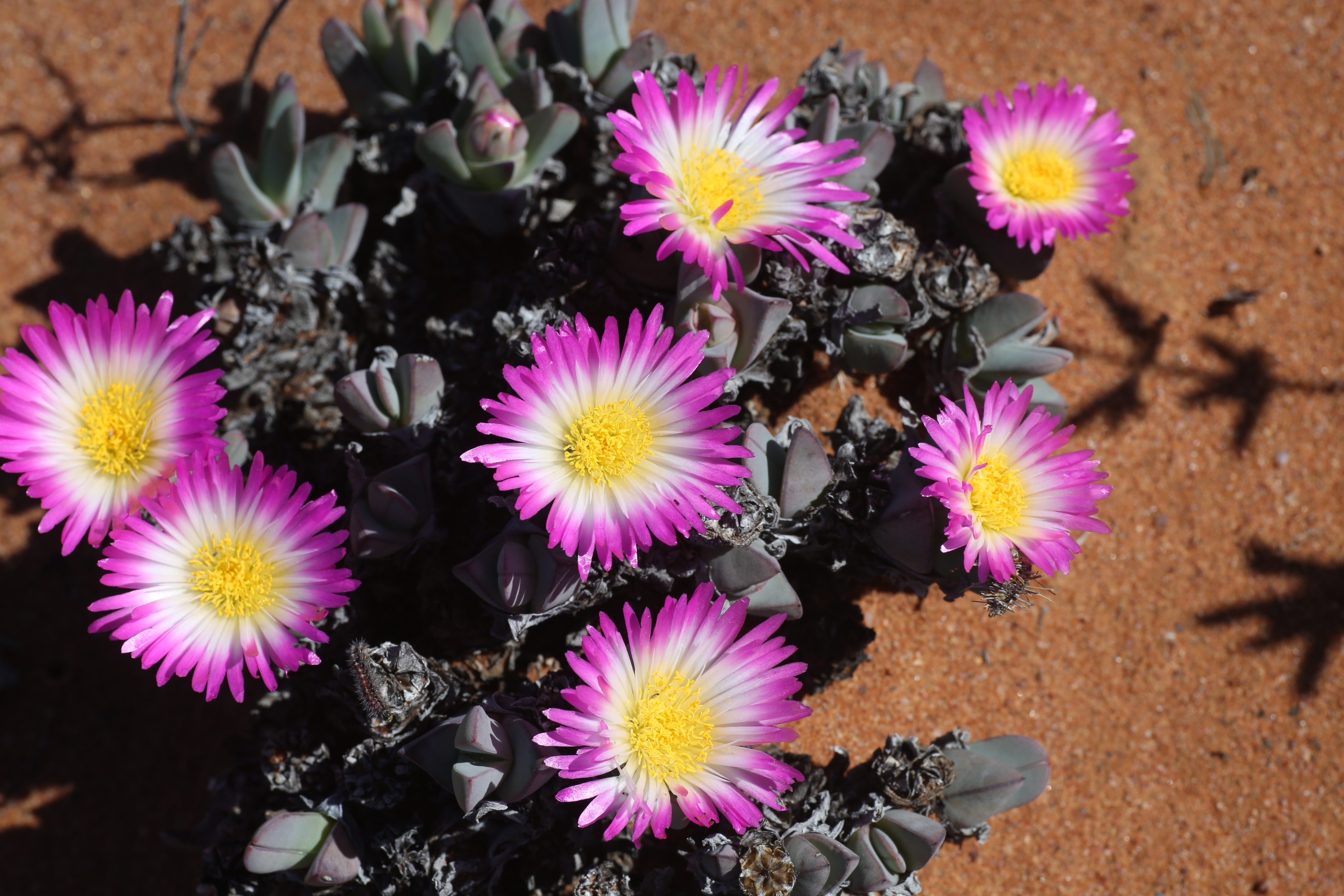
Antimima ventricosa
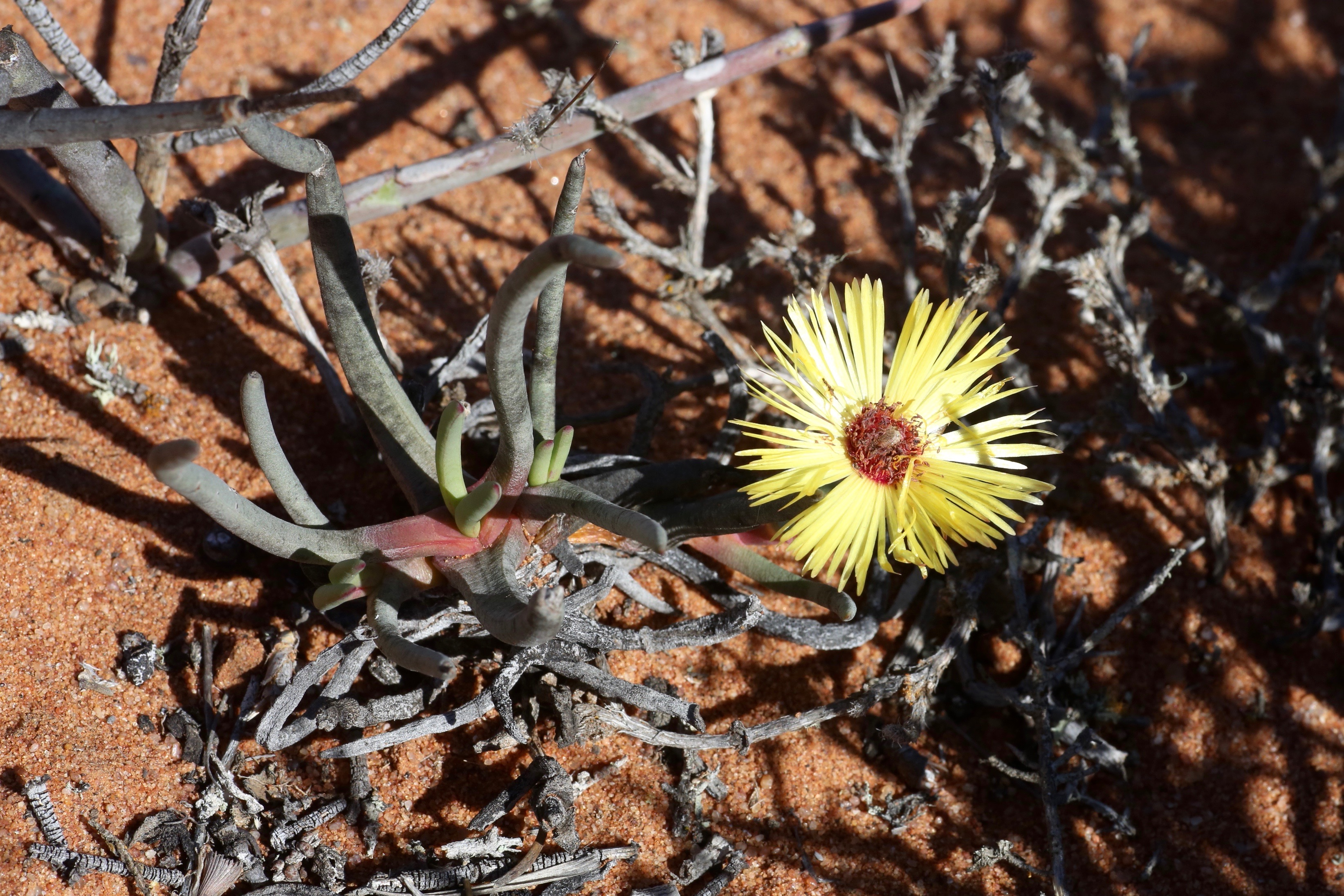
Cephalophyllum pillansii
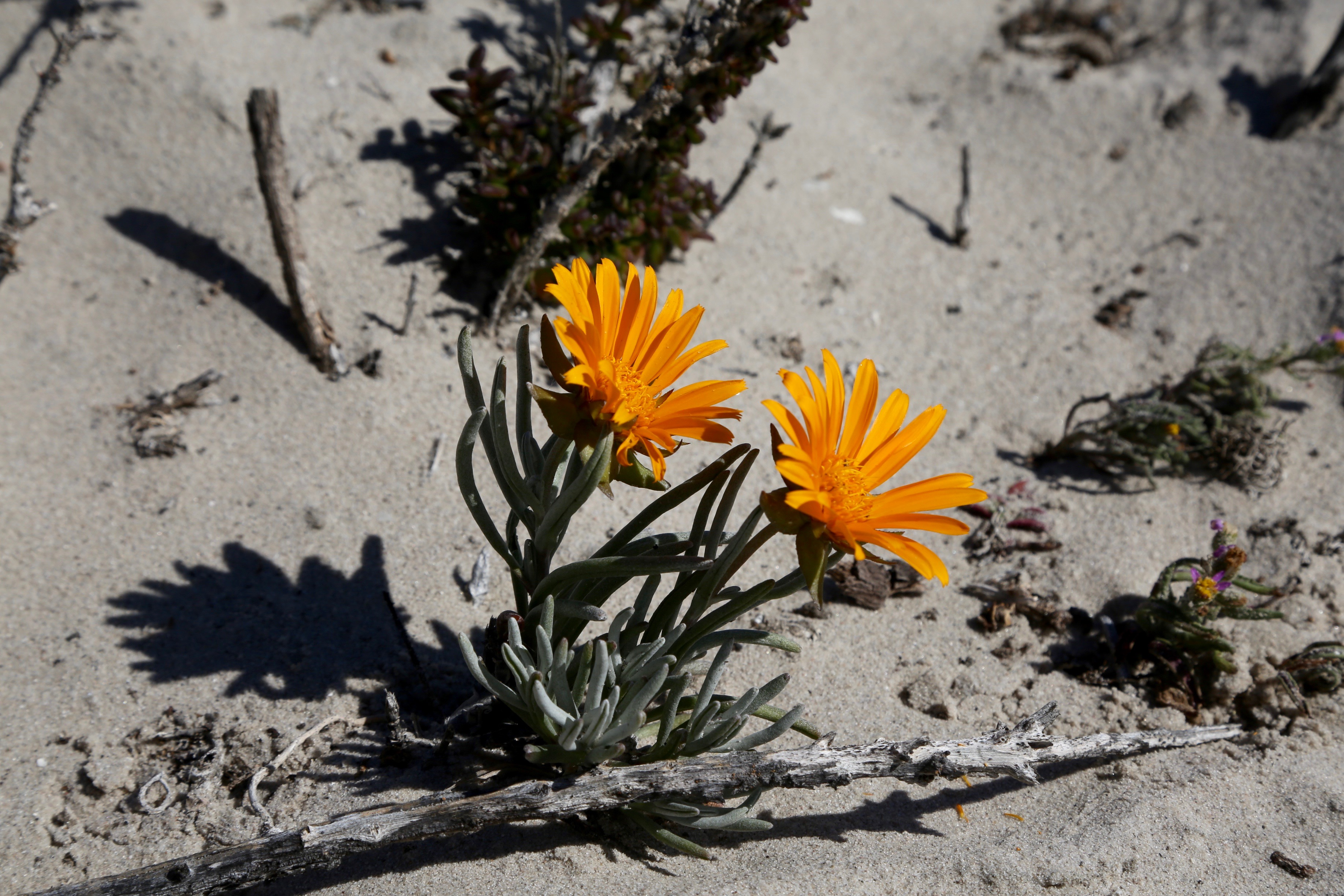
Didelta carnosa
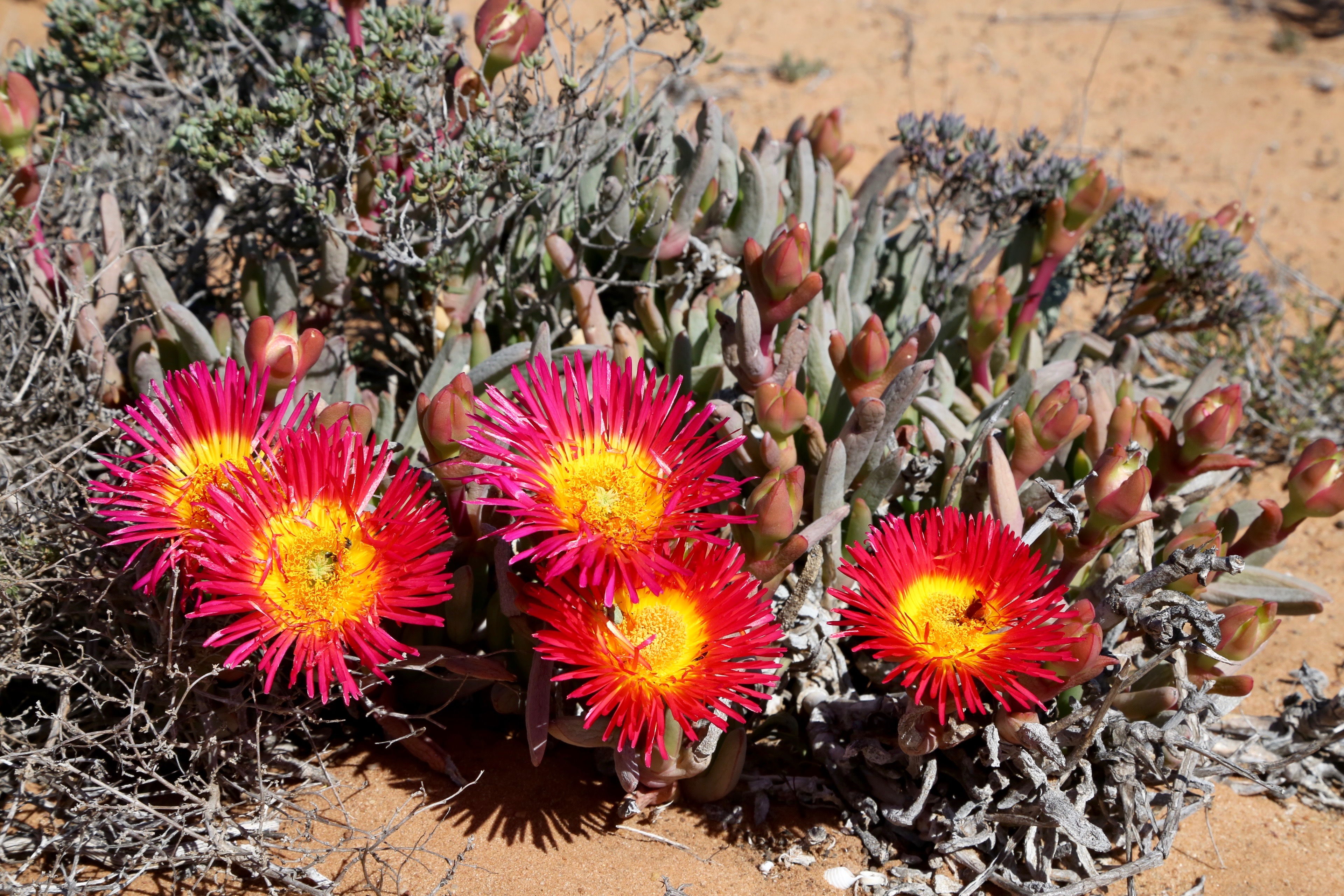
Jordaaniella spongiosa
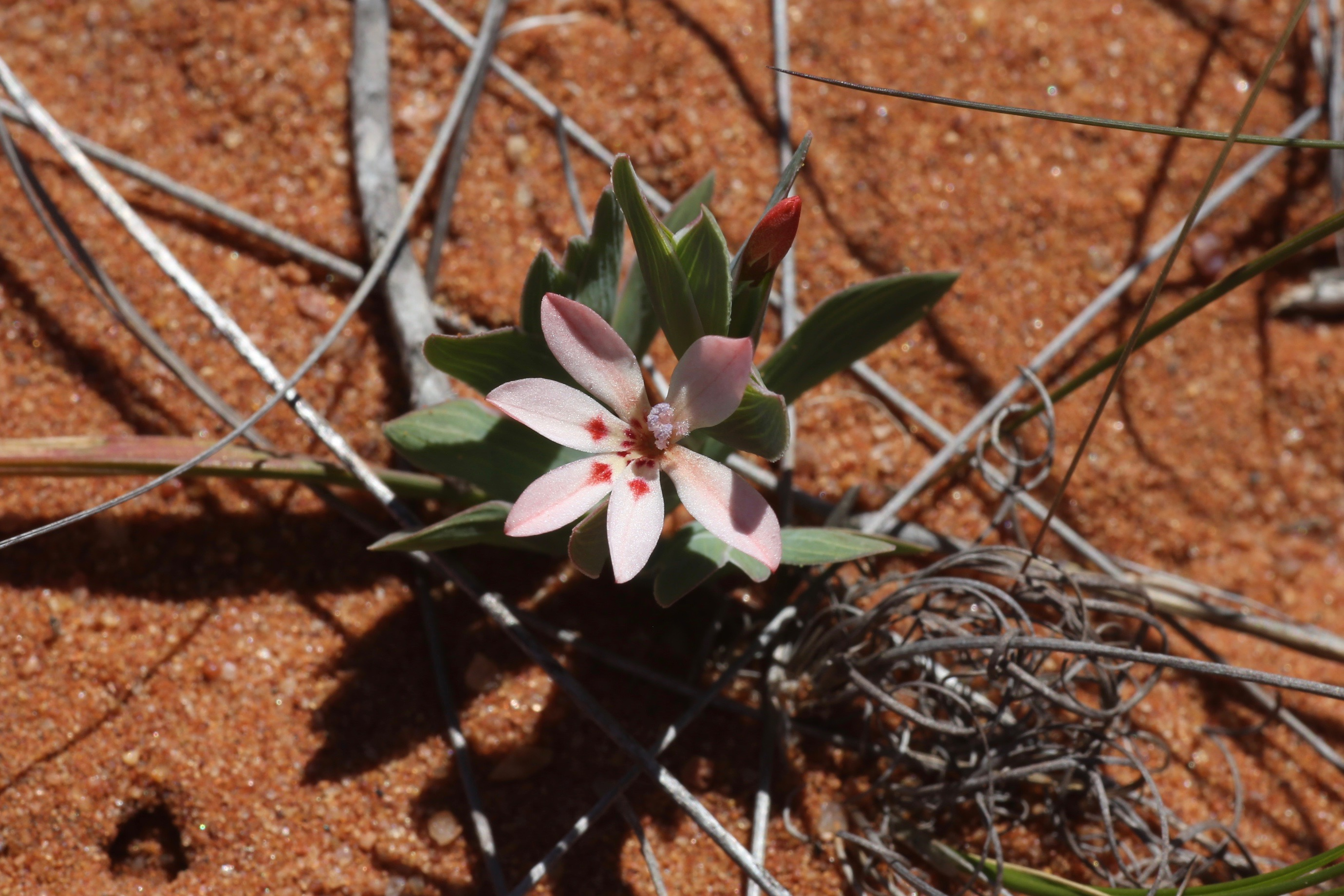
Lapeirousia arenicola
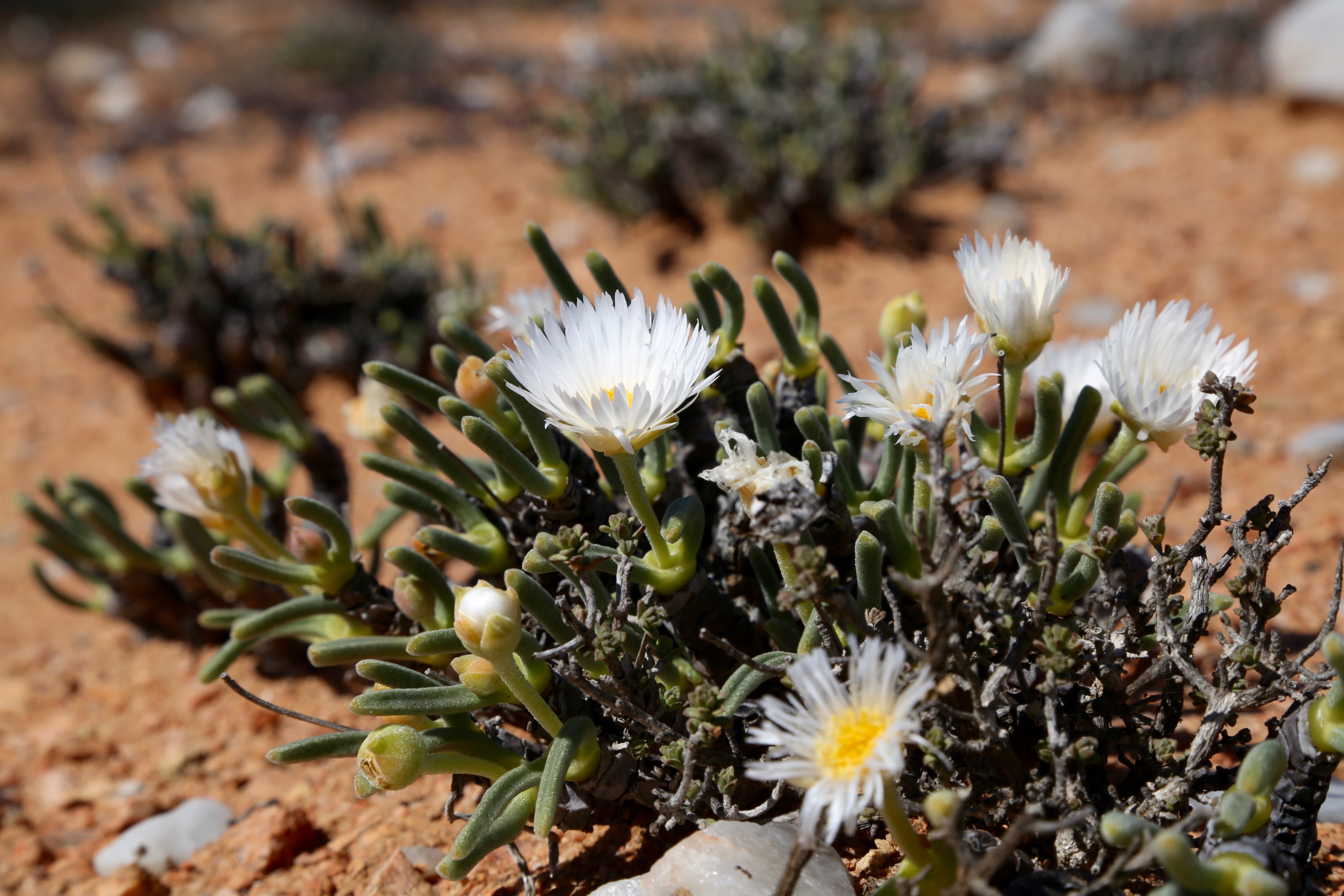
Monilaria scutata
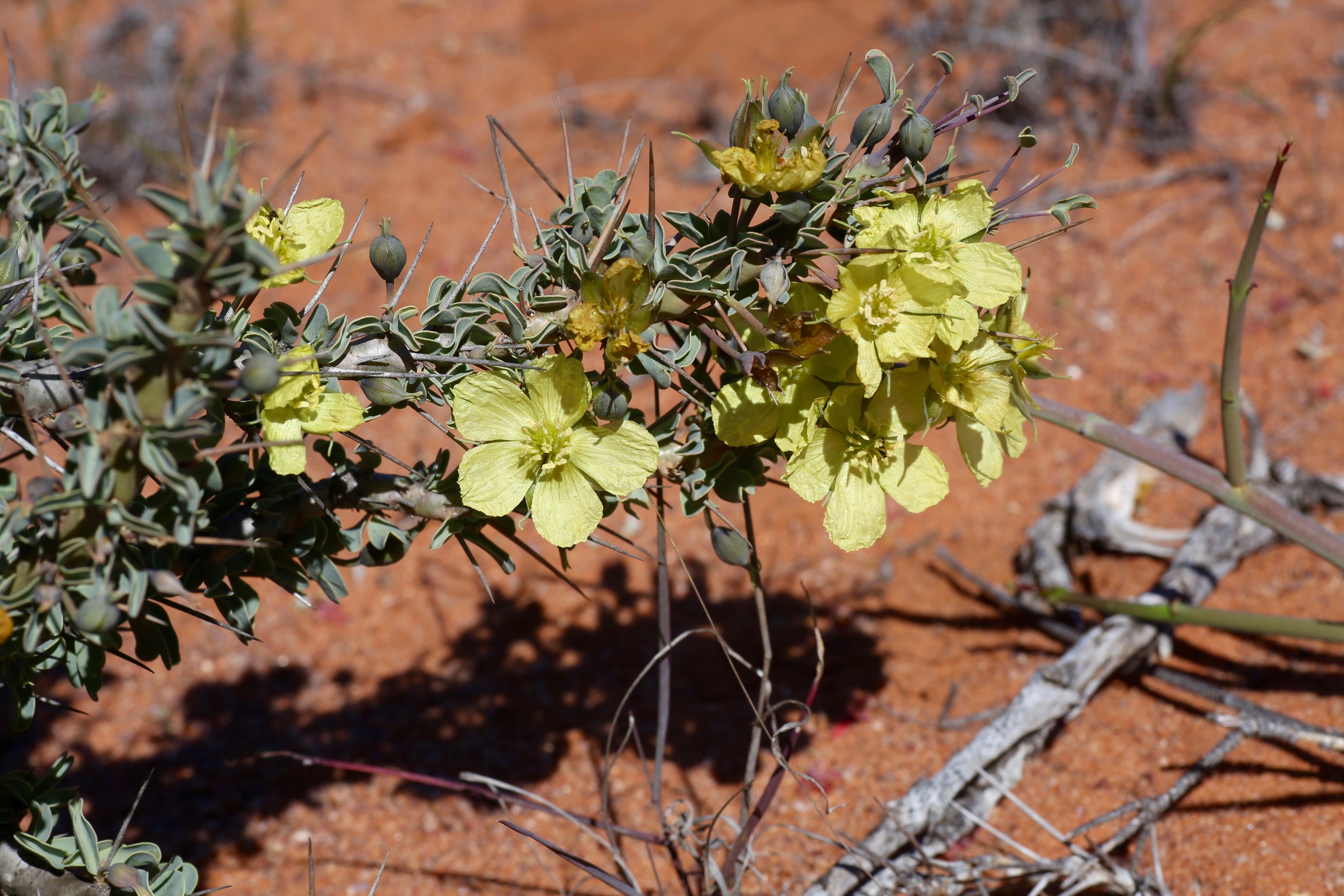
Monsonia spinosa
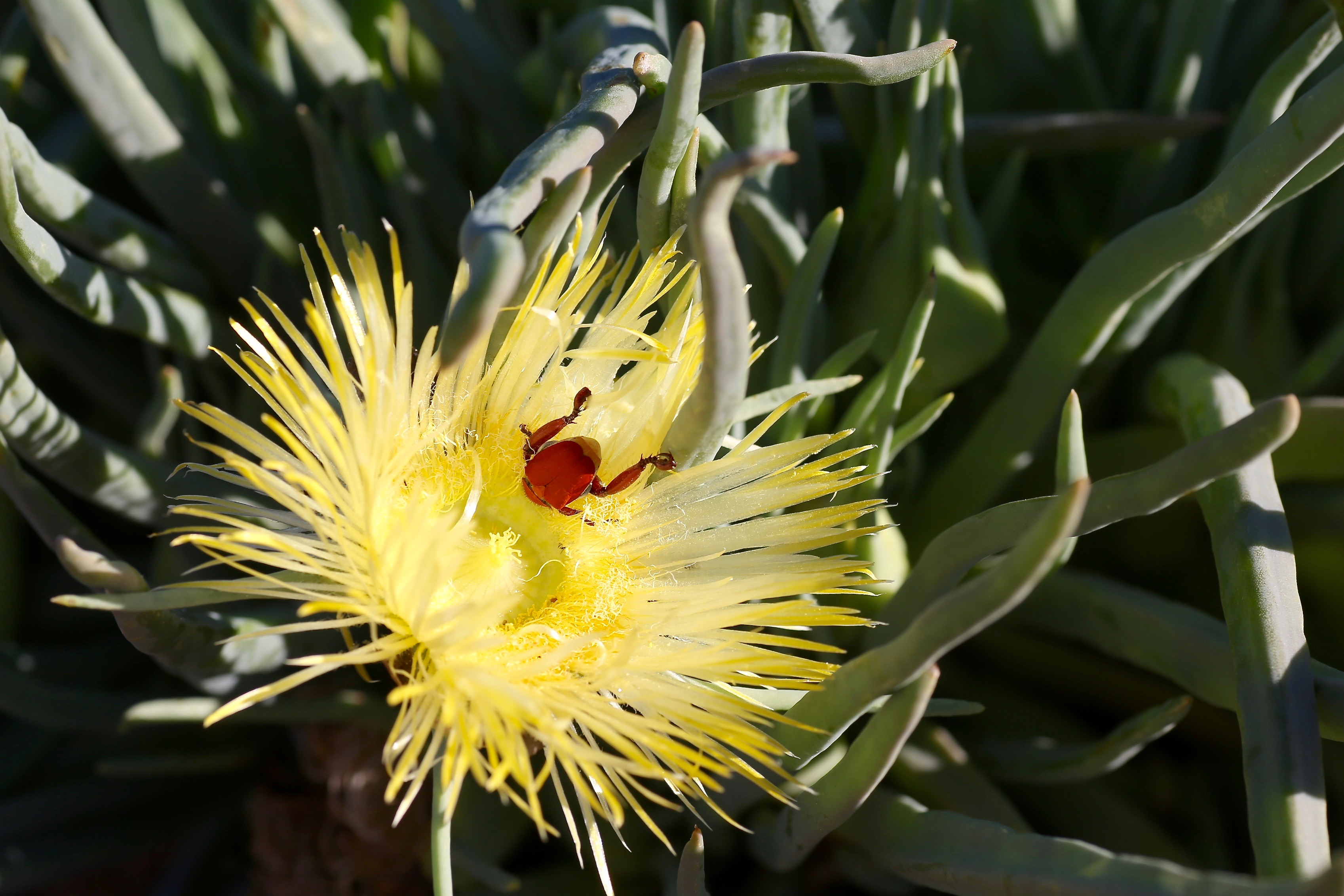
Conicosia elongata
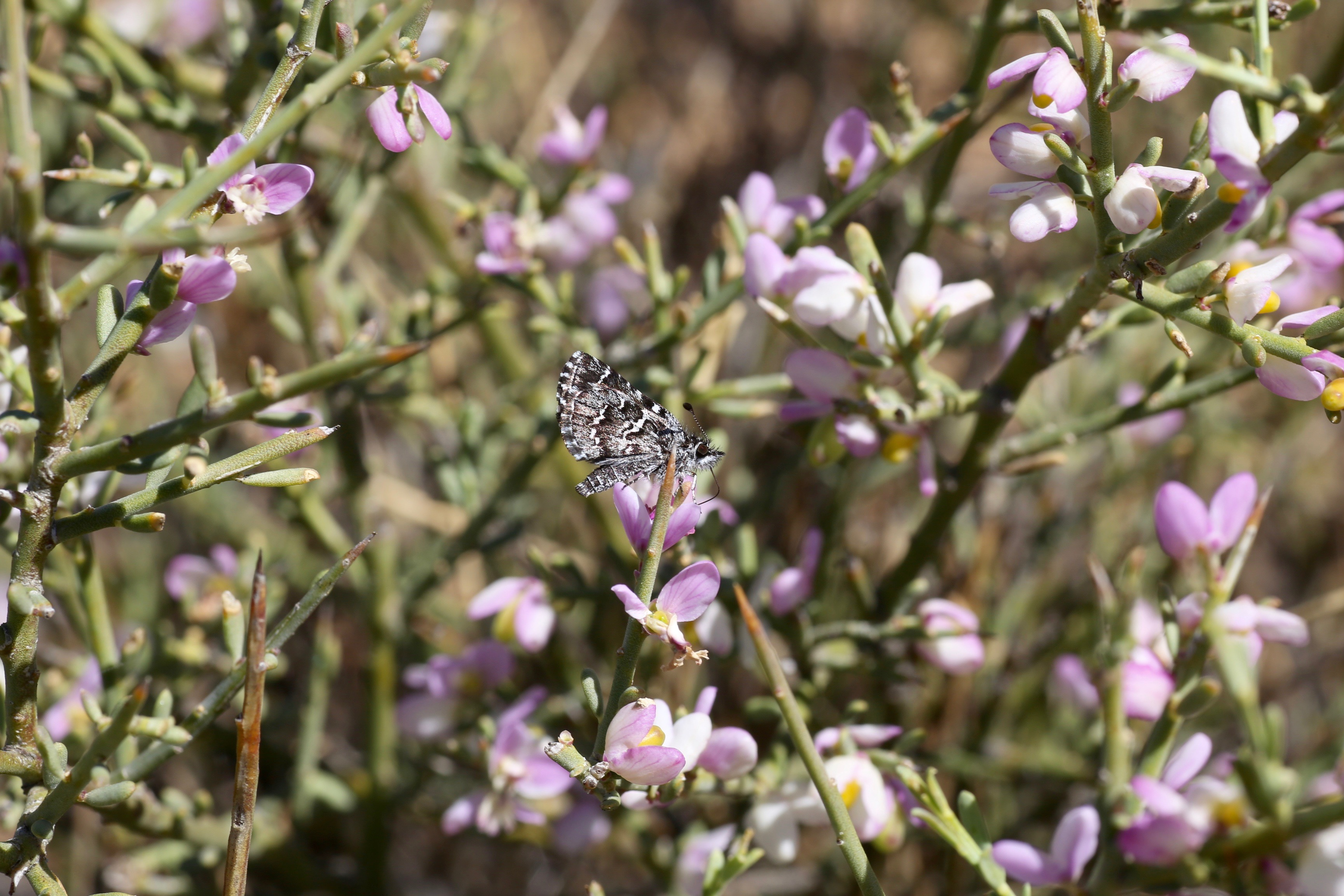
Nylandtia spinosa
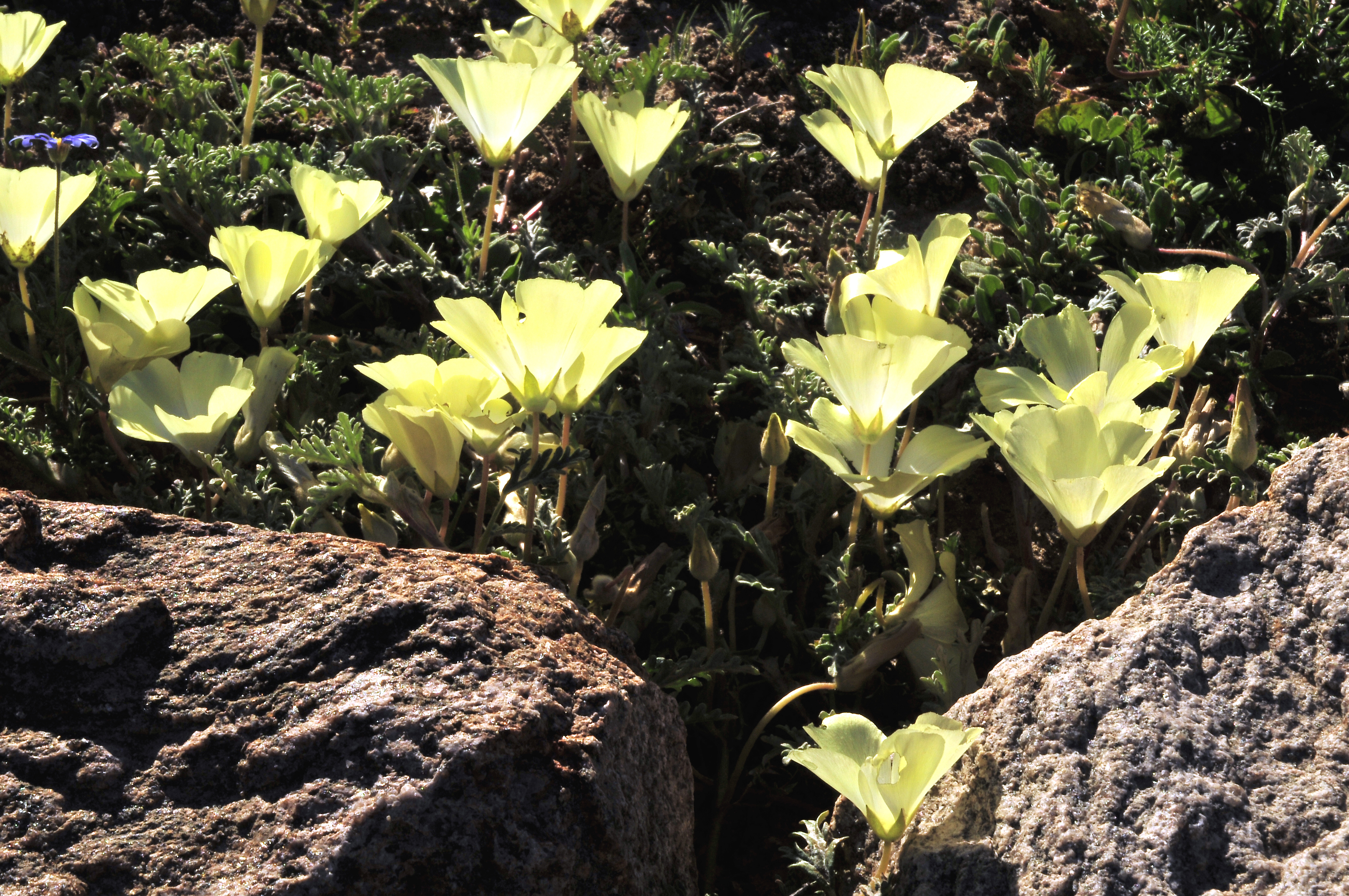
Grielum humifusum
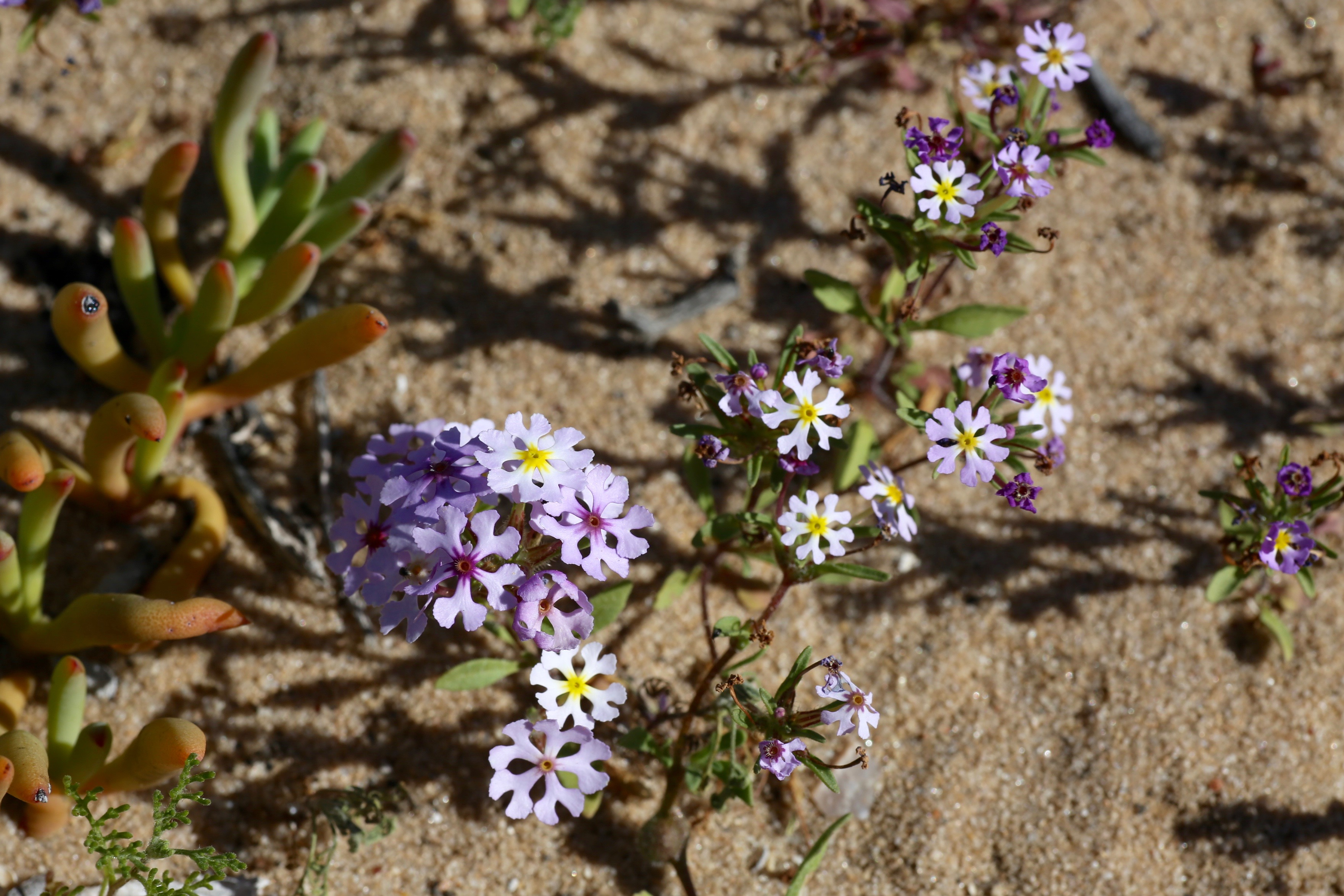
Zaluzianskya villosa
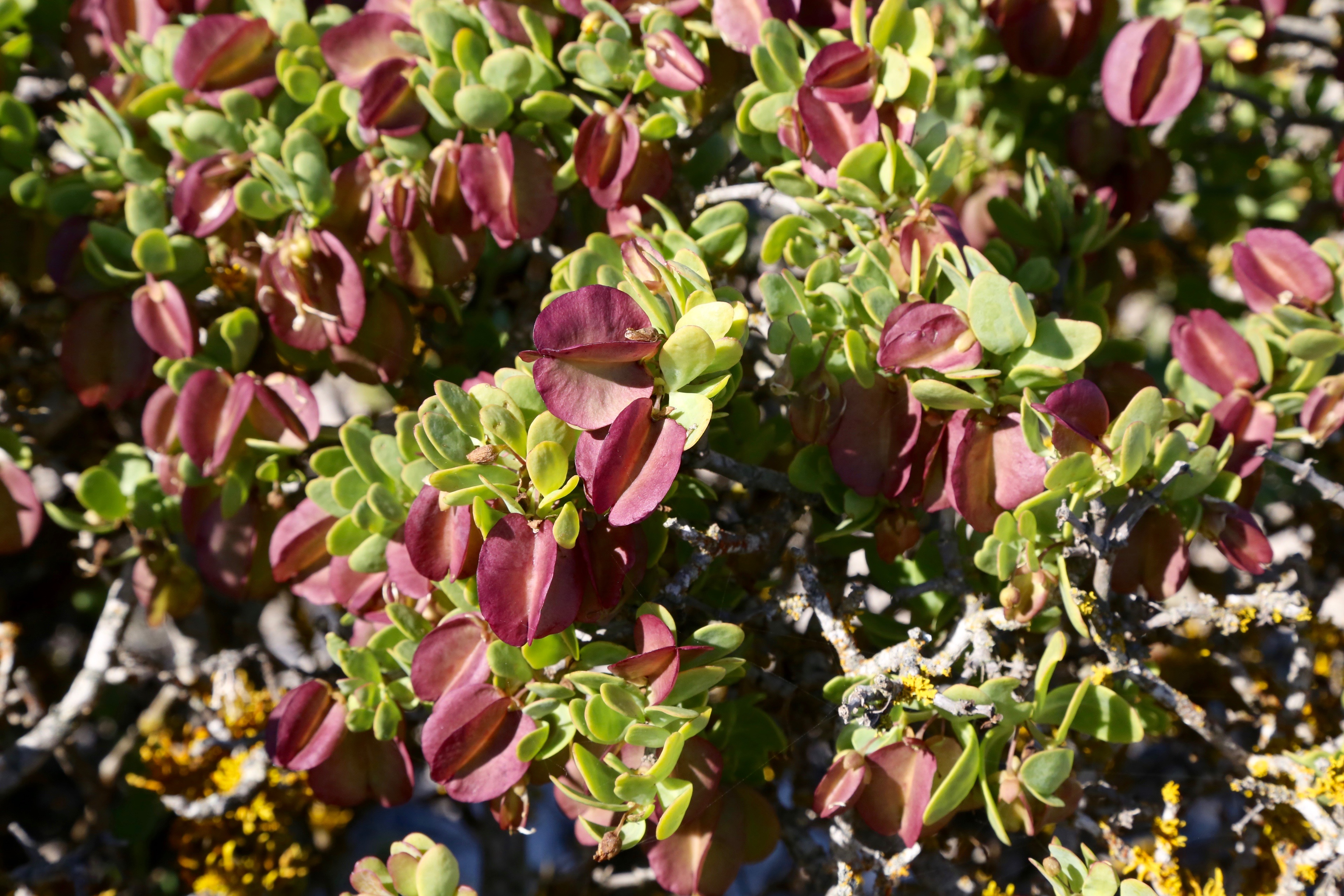
Roepera morgsana

## Fauna

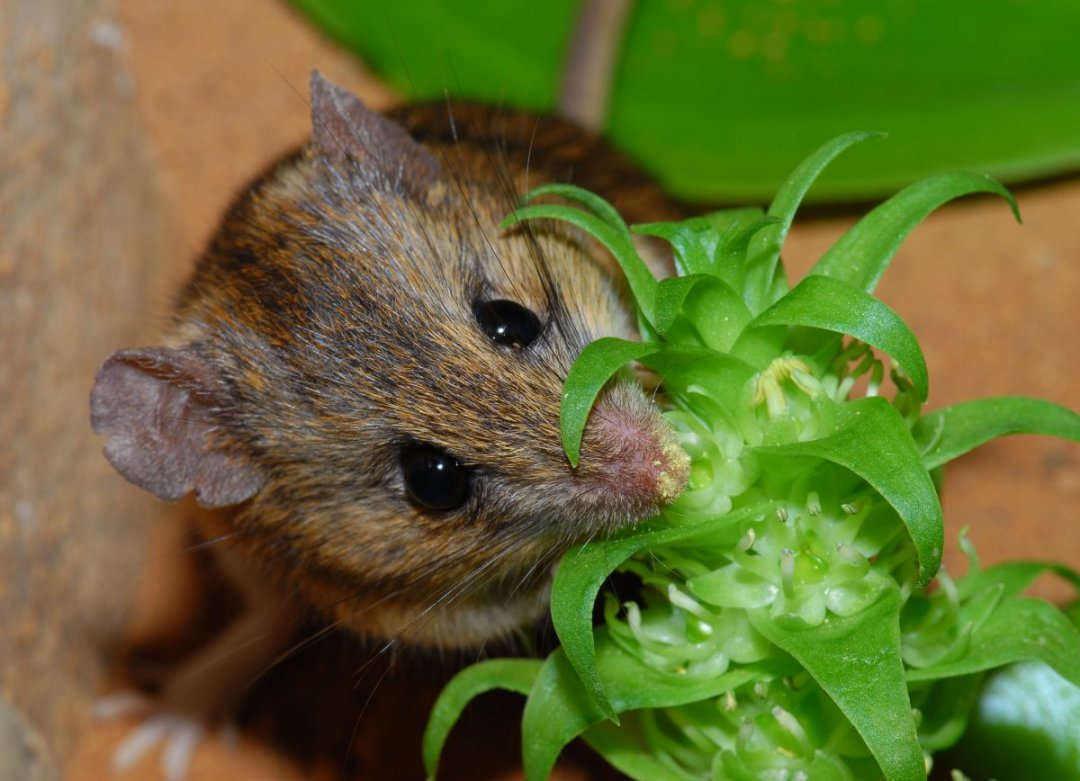
Un ratto delle rocce (Micaelamys namaquensis)

Il parco ospita poche specie di mammiferi tra cui il toporagno elefante del Capo (Elephantulus edwardii), il gerbillo pigmeo meridionale (Gerbillurus paeba), il ratto delle rocce Namaqua (Micaelamys namaquensis), il topo pigmeo sudafricano (Mus minutoides) e il topo delle rocce (Petromyscus barbouri).
Tra i rettili merita di essere citata la testuggine maculata del Capo (Chersobius signatus), considerata la più piccola testuggine esistente nel mondo.
Nel parco è segnalato anche un discreto contingente di anfibi che comprende Vandijkophrynus gariepensis (Bufonidae), Amietia fuscigula, Cacosternum boettgeri, Strongylopus grayii e Tomopterna delalandii (Pyxicephalidae). Queste rane trascorrono gran parte dell'anno affondate nel terreno e ne fuoriescono durante la breve stagione delle piogge, periodo in cui si riproducono.
La fioritura primaverile attira molte specie di insetti. Sono state censite 21 famiglie di aracnidi, e oltre 60 specie di ragni, tra i quali possono essere citati Hottentotta arenaceus, piccolo scorpione della famiglia Buthidae e i ragni Diaphorocellus biplagiatus (Palpimanidae), Asemesthes affinis (Gnaphosidae) e Xysticus cribratus (Thomisidae).

## Strutture ricettive
I turisti possono usufruire di una strada panoramica lunga circa 5 km, di alcuni sentieri percorribili a piedi, di aree attrezzate per picnic, e di un centro informazioni per i visitatori.
È possibile pernottare all'interno del parco in 4 chalet attrezzati, uno dei quali è accessibile anche alle persone disabili. Esistono inoltre due aree di campeggio.